# 丹波市立和田中学校
丹波市立和田中学校（たんばしりつ わだちゅうがっこう）は、かつて兵庫県丹波市山南町和田に設置されていた公立中学校（廃校）である。略称は和田中（わだちゅう）。
丹波市立和田小学校と1小学校1中学校体制（認定こども園わだ、丹波市立和田小学校とのコミュニティ・スクールの推進）を行っていた。山南町和田地区に設置されており、和田地区及びその前身の和田村では唯一の中学校であるとともに、閉校当時では市内で最も古く歴史の長い中学校であったが、生徒数の減少等から2023年（令和5年）4月に丹波市立山南中学校と統合されて閉校し、76年の歴史に幕を下ろした。
閉校後の本校の跡地と隣接の市立薬草薬樹公園を合わせた用地には、統合校の設置によって2021年5月に閉園した山南中央公園を移転する形で漢方の里総合運動公園が2026年度の全面開園を予定している。

## 沿革
- 1947年（昭和22年）5月4日 - 和田村立和田中学校創立。
- 1952年（昭和27年）11月27日 - 和田中学校校舎落成式。
- 1957年（昭和32年）3月31日 - 山南町と和田村の合併により、山南町立和田中学校となる。
- 1957年（昭和32年）11月28日 - 氷上郡内で先駆けて学校給食開始。
- 1957年（昭和32年）11月29日 - 校歌発表。
- 1958年（昭和33年）7月8日 - プール竣工、プール開き。
- 1960年（昭和35年）12月24日 - 技術科室・図書室竣工。
- 1965年（昭和40年）12月18日 - 体育館竣工。
- 1984年（昭和59年）3月26日 - 新校舎竣工式。
- 2004年（平成16年）11月1日 - 氷上郡の合併により、丹波市立和田中学校となる。
- 2013年（平成25年）12月 - エレベータ増設。
- 2017年（平成29年）10月 - 市内初の校歌ダンス発表。
- 2018年（平成30年）9月 - 普通教室等にエアコン増設。
- 2023年（令和05年）3月25日 - 丹波市立和田中学校閉校式[1]。
- 2023年（令和05年）3月31日 - 丹波市立山南中学校との統合により閉校。

## 校歌
丹波市立和田中学校　校歌
- 作詞：植木いはを
- 作曲：橋本喬雄

## 校区
<出典：2018年1月19日時点の校区>
- 丹波市立和田小学校

## 部活動
- 野球部
- ソフトテニス部
- バスケットボール部
- 女子バレーボール部
- 女子卓球部
- 文化部

## ギャラリー

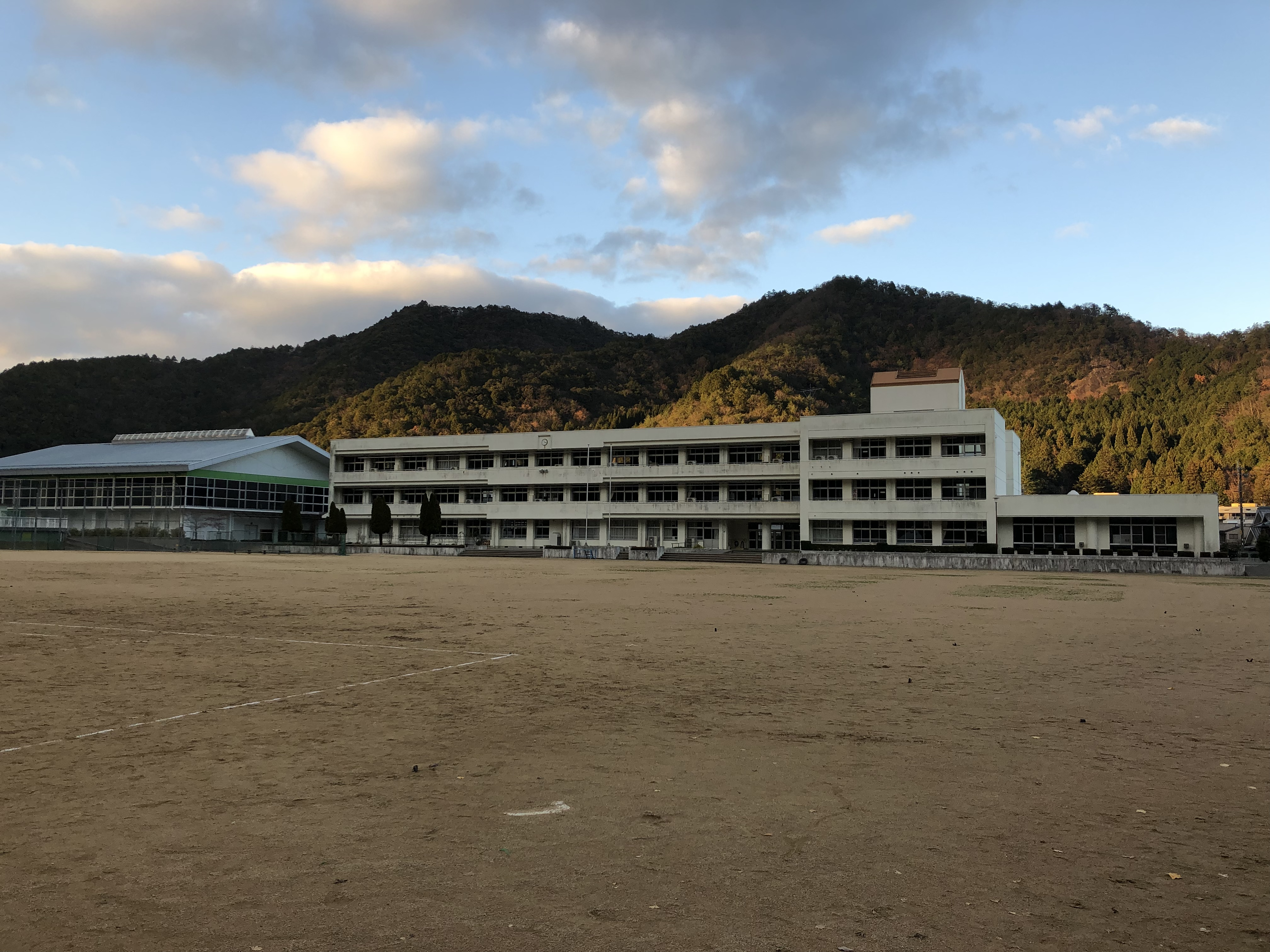
グラウンドと校舎
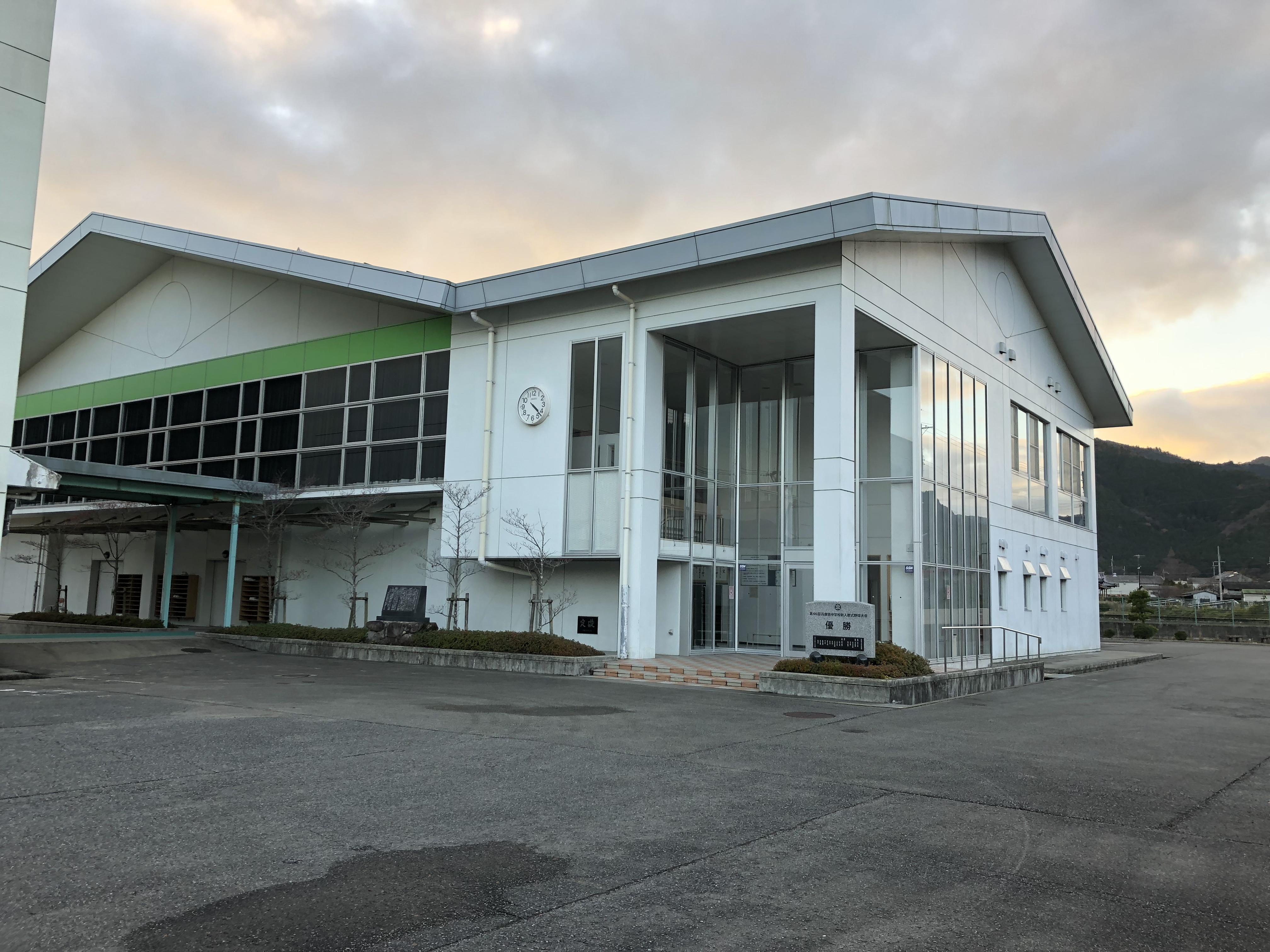
体育館
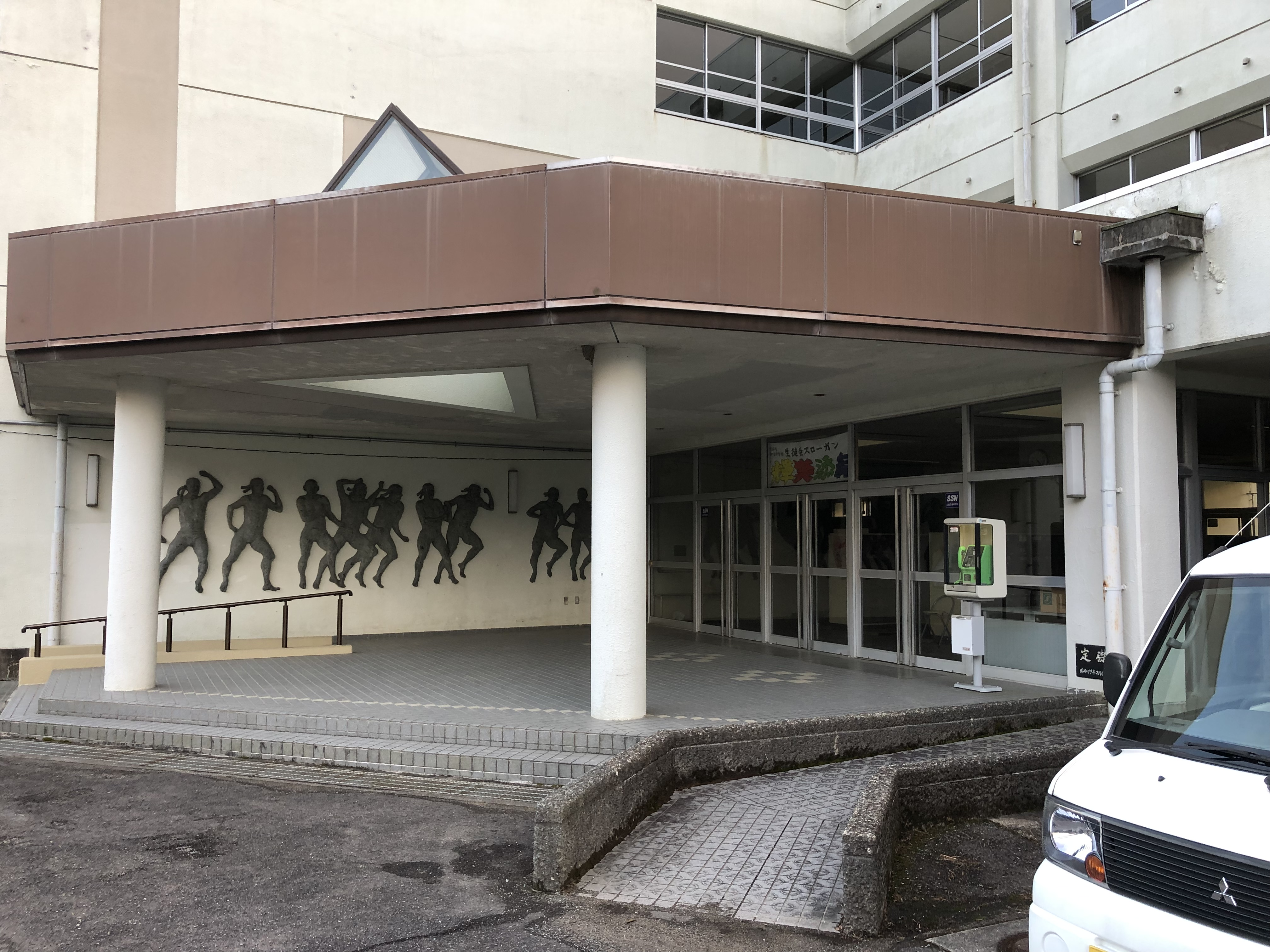
昇降口
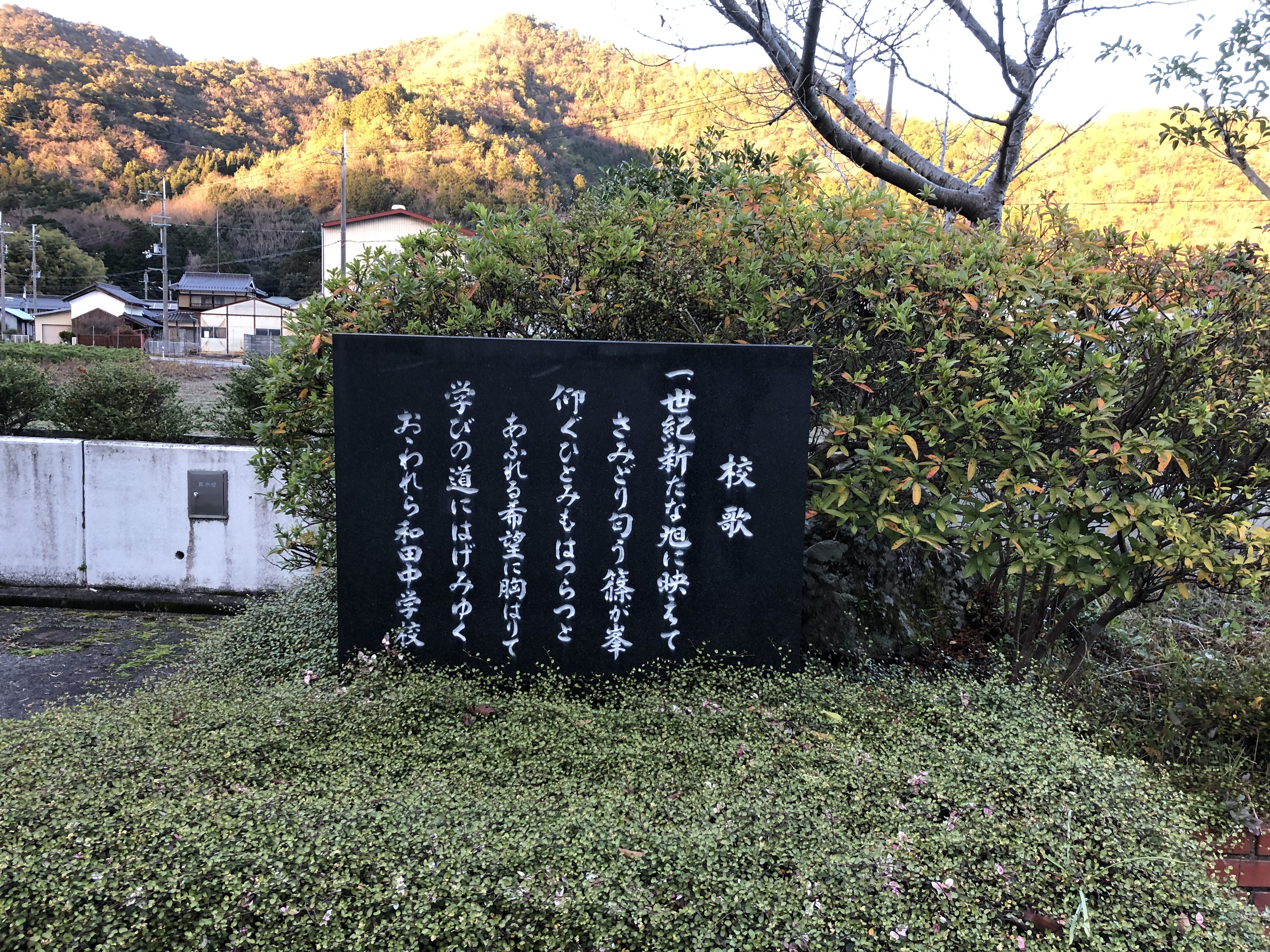
校歌
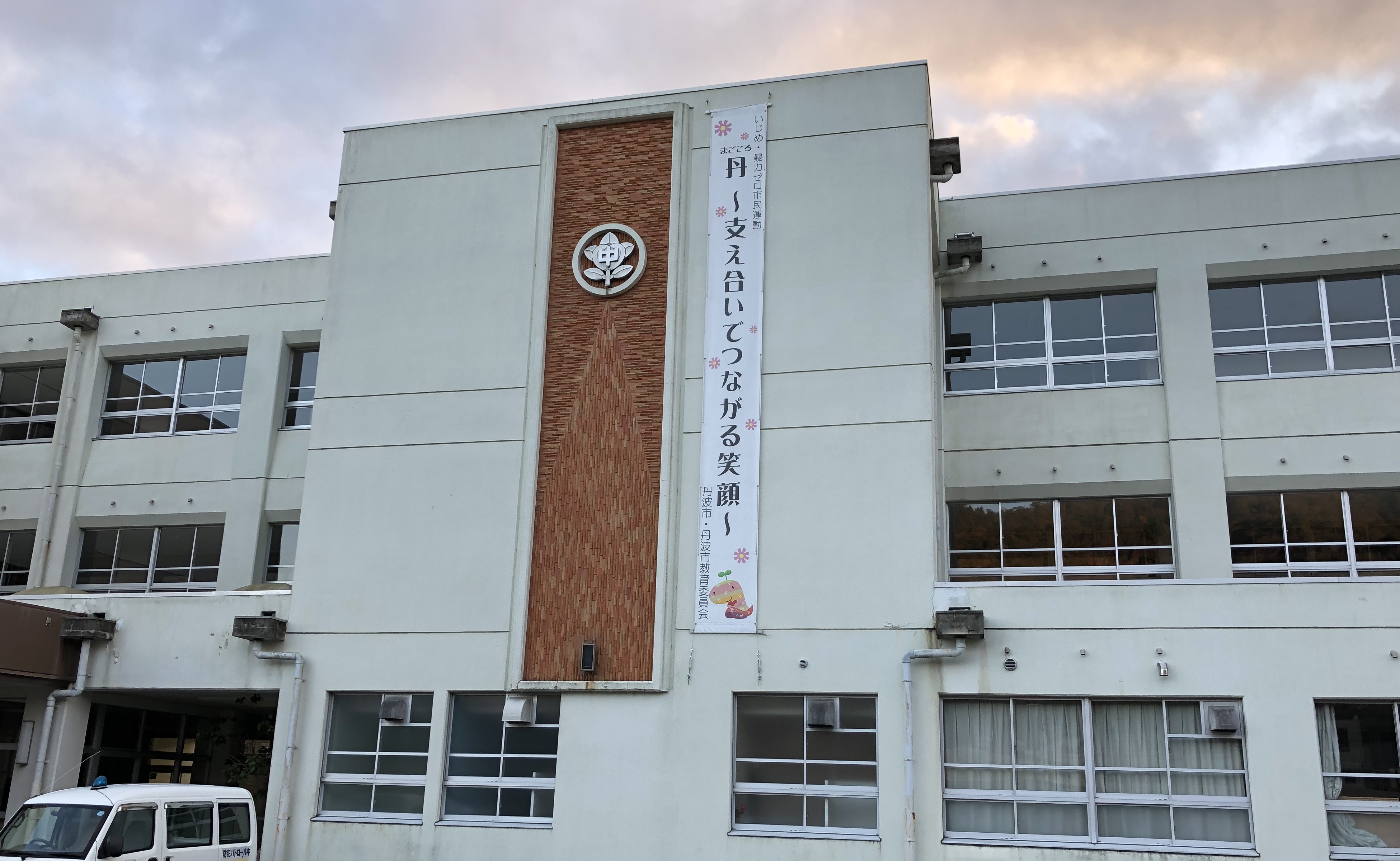
校章 「たちばな」
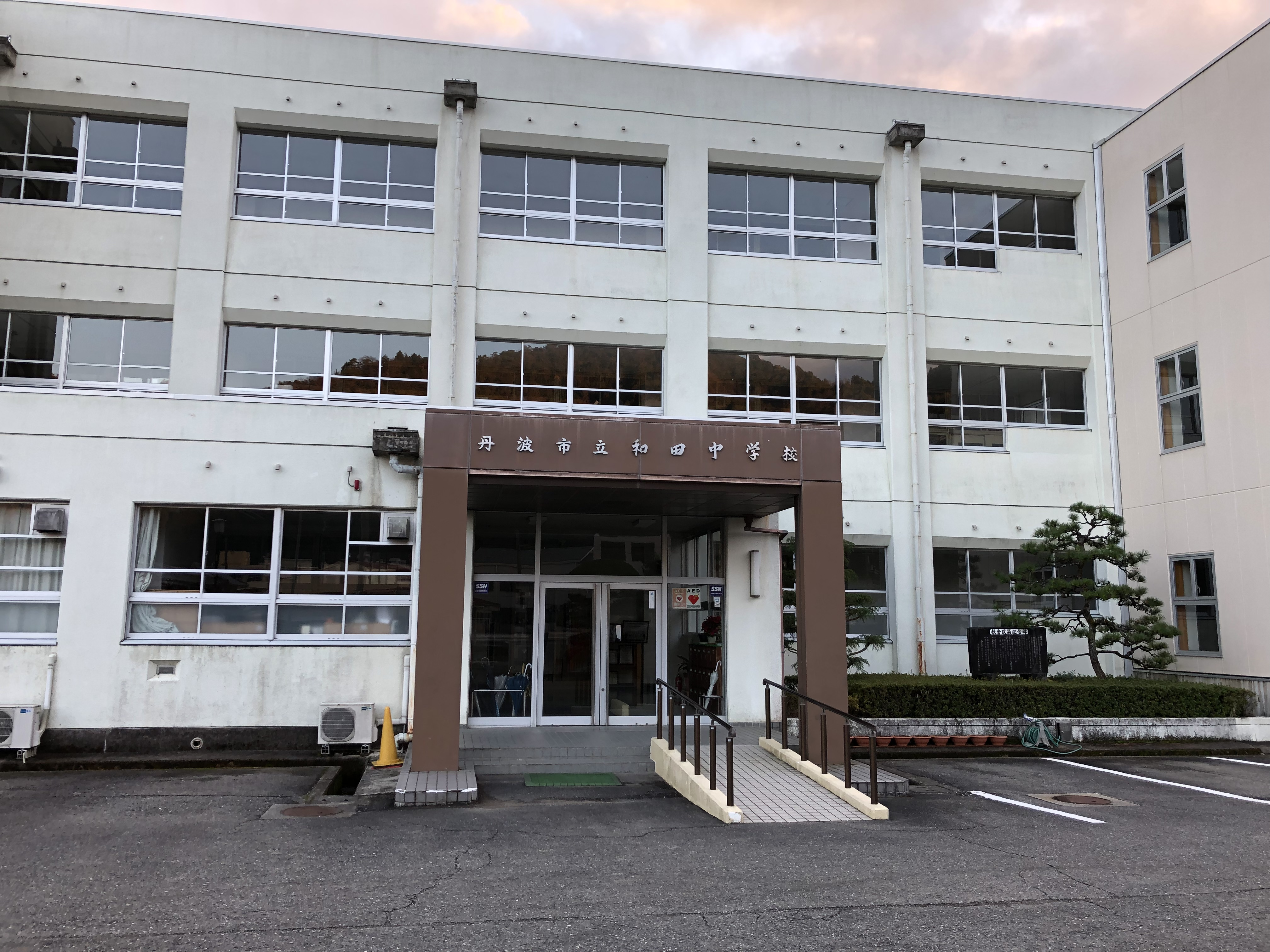
正面玄関

## 校区が隣接していた学校
- 丹波市立山南中学校（初代・2代目）
- 丹波市立氷上中学校
- 多可町立加美中学校
- 多可町立中町中学校
- 西脇市立黒田庄中学校

## 著名な教職員・関係者
- 濱井正吾 - Youtuber、教育ジャーナリスト、ラジオパーソナリティ[5]